# Parachaenichthys
Parachaenichthys es un género de peces de la familia Bathydraconidae, del orden Perciformes. Este género marino fue descrito científicamente por George Albert Boulenger en 1902.

## Especies
Especies reconocidas del género:
- Parachaenichthys charcoti (Vaillant, 1906)
- Parachaenichthys georgianus (J. G. Fischer, 1885)